# Franz Pflugradt
Friedrich Ludwig Franz Pflugradt (* 19. Januar 1861 in Peenwerder, Demmin; † 16. Februar 1946 in Zingst) war ein deutscher Landschaftsmaler.

## Leben
Der Sohn eines Landwirtes war zunächst ebenfalls in diesem Beruf tätig. Erst mit 27 Jahren begann er auf Anraten seines Onkels, des Berliner Malers Gustav Pflugradt (1828–1908), ein Studium an der Berliner Kunstakademie. Hier besuchte er die Landschaftsklasse bei Eugen Bracht und Max Koner. Danach war er einige Zeit freiberuflich in Berlin tätig. Ab 1910 hatte er seinen Wohnsitz in Stralsund, Studienreisen führten ihn mehrmals nach Skandinavien.
Die Sommermonate verbrachte er regelmäßig auf dem Darss und Zingst sowie auf den Inseln Hiddensee und Rügen. Er war der Maler der Landschaft Vorpommerns. Seine hauptsächlichen Motive kamen aus der dortigen Natur, aber auch Ansichten von Städten und einzelnen Bauwerken, hierbei bevorzugt von Stralsund und anderen Städten der Region, gehörten zu seinem Schaffen. Um 1920 entstand das Gemälde „Stralsund von der Seeseite“, in dem der Maler die Farben nicht nur mit dem Pinsel, sondern auch mit Spachtel und Holzstäbchen aufbrachte und so eine atmosphärische, „impressionistische“ Wirkung erreichte. Bis zur Weltwirtschaftskrise fand er zahlreiche Käufer für seine Arbeiten, geriet aber zusehends in Vergessenheit, so dass er einsam und verarmt starb. Erst zwischen 1952 und 1975 erwarb das Kulturhistorische Museum Stralsund 15 Ölgemälde und ein Aquarell aus Privatbesitz, darunter Landschaften der pommerschen Küsten- und Inselregion, norwegische Gebirgsblicke, Jagdszenen und Stadtansichten.
Die Hansestadt Stralsund benannte die Franz-Pflugradt-Straße nach dem Maler. Anlässlich des 50. Todestags des Malers ehrte ihn das Kulturhistorische Museum der Stadt 1997 mit einer Sonderausstellung. Eine weitere Sonderausstellung zeigte das Museum Zingst 2017.
Franz Pflugradts malerische Wurzeln reichten im Übrigen noch weiter als bis zum Onkel zurück, sein Ur-Großonkel war Caspar David Friedrich.

„Seine Motive holte er aus der heimischen Landschaft: Waldwinkel, Insellandschaften, Küstenblicke, Flussufer, Bauernhöfe in Jahres- und tageszeitlichen Stimmungen. Mit satten, oft dunkleren Farben und kräftigem lebendigen Duktus gestaltete er sie zu malerischen Formen.
Das unmittelbare Seherlebnis sollte zu spüren sein.“

## Werke (Auswahl)

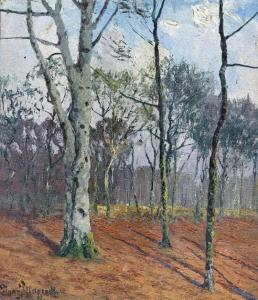
Bussiner Revier

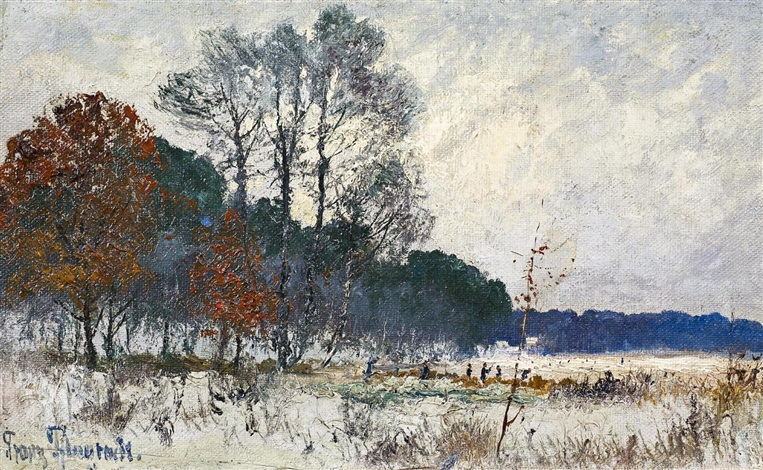
Seelandschaft im Winter

- Küste auf Rügen. Bleistiftzeichnung 1893; 32,5 × 25 cm, bez.: Saßnitz 6 Aug 1893 und Farbangaben (Privatbesitz)
- Gehöft unter Bäumen. Bleistiftzeichnung 1893; 32,5 × 25 cm, bez.: Hartitz … 93/August (Privatbesitz)
- Winterlandschaft. (1898) (GBK)
- Winter. (1901) (GBK) / Winterwald. Öl/Lwd., 75 × 90,5 cm, Stralsund, Kulturhistorisches Museum
- Blick über den Jasmunder Bodden bei Raelswiek. 1910; Öl/Papier, 33,8 × 50,2 cm (Kunsthandel)
- Herbst. Ausstellungskatalog der Großen Mecklenburgischen Kunstausstellung, Schwerin 1911, Nr. 127
- Stralsund von der Seeseite. (um 1920), Öl/Lwd., 69 × 89 cm, Stralsund, Kulturhistorisches Museum; Abb. In: Weltkunst. H. 14, 15. Juli 1997
- An der Marienkirche in Stralsund.
- Sommerliche Dorflandschaft auf Rügen.
- Kreidefelsen Rügen. (um 1920)
- Hafen von Stralsund.
- Flußlauf im Vorfrühling. Staatliches Museum Schwerin